# Qi Wusheng
Qi Wusheng (en chino simplificado, 戚务生; pinyin, Qī Wùshēng; Weihai, China; 20 de mayo de 1944) es un exfutbolista y exentrenador de fútbol de China que jugaba en la posición de defensa.

## Carrera

### Club
| Periodo   | Club             |
| --------- | ---------------- |
| 1962–1964 | Liaoning Workers |
| 1964–1965 | Liaoning FC      |

### Selección nacional
Jugó para China de 1965 a 1976 a pesar de no estar en ningún equipo por la Revolución Cultural, donde jugó 11 partidos sin anotar goles y jugaría en los Juegos Asiáticos de 1974 y en la copa Asiática 1976, año de su retiro como futbolista.

### Entrenador
| Periodo   | Club                     |
| --------- | ------------------------ |
| 1978–1979 | Somalia                  |
| 1979–1986 | China U-19               |
| 1980–1982 | China Hopes              |
| 1986–1988 | Guangzhou                |
| 1989–1993 | Dalian Shide             |
| 1994–1997 | China                    |
| 1998      | Wuhan Hongjinlong        |
| 1999–2003 | Yunnan Hongta            |
| 2004      | Tianjin Teda             |
| 2006      | Guangzhou Pharmaceutical |
| 2015      | Meizhou Kejia            |

## Logros
- Chinese FA Cup: 1992[3]
- China League Two: 2015[4]